# Загублений світ (телесеріал)
«Загу́блений світ» («Загублений світ сера Артура Конан Дойля», англ. Sir Arthur Conan Doyle's The Lost World) — пригодницький науково-фантастичний телесеріал виробництва США, Канади, Австралії та Нової Зеландії, за мотивами роману 1912 року сера Артура Конан Дойля «Загублений світ».
Всього вийшло три сезони по 66 серій. Знімання четвертого були скасовані через нестачі коштів. В Україні серіал транслювався на каналах «2+2», «Новий канал», «ICTV», «Інтер», «К1» та «Enter-фільм».

## Сюжет
Гостросюжетний телесеріал за мотивами твору Артура Конан Дойла. На зорі XX століття група шукачів пригод бере участь в унікальній експедиції, мета якої довести неможливе: існування доісторичного світу.
В результаті фатальної випадковості мрійник професор Челленджер, спадкоємиця Маргарит Кру, досвідчений мисливець Джон Рокстон, іменитий учений професор Саммерлі і відважний репортер Нед Мелоун опиняються в пастці: вони ізольовані від зовнішнього світу, а єдиний, хто може їм допомогти — юна дикунка.
Застряглі в дикій країні і зачаровані її немислимою красою, разом вони намагаються вижити в дивовижному світі загублених цивілізацій і приголомшливих створінь.
Їх чекає довгий пошук шляху додому і відчайдушні надії покинути загублений світ.

## Персонажі
- Михаїл Синельников — професор Артур Саммерлі (1 сезон)
- Пітер Макколі — професор Джордж Челленджер
- Вільям Сноу — лорд Джон Рокстон
- Девід Орт — Нед Мелоун (1-3 сезони)
- Рейчел Блейклі — Маргарит Крукс
- Дженніфер О'Делл — Вероніка Лейтон
- Лара Кокс — Фінн (3 сезон)
- Лаура Васкес — Асаї
- Роберт Колбі — Вільям Вайт
- Бред Макмюррей — Бермен

## Виробництво
Оригінальна пілотна серія телесеріалу «Загублений світ» розбивається на два окремих епізоди і представляє собою перші два епізоди першого сезону. Найомітніша різниця в тому, що Неда Мелоуна спочатку грав Вільям Деврі, який був замінений Девідом Ортом.
Серіал у початковій версії містив наготу і розширені сцени. Синдикована версія на ТБ і DVD була відредагована.
Дженніфер О'Делл сама розробила одяг для свого персонажа — коротку спідницю і топ-костюм. Також вона спочатку носила сандалі в першій половині сезону. Але у зв'язку зі скаргами на погоду і, можливо, через травми стоп і ніг акторка почала носила чоботи.
Відсутність персонажа Девіда Орта Неда Мелоуна на цілих 12 епізодів спочатку не була запланована сценаристами. Через деякі творчі розбіжності Мелоуна просто відіслали далеко на пошуки.
Джон Челленджер (Пітер Макколі) і запрошена зірка Кетрін Вілкін, яка грає «Адаму» в реальному житті є чоловіком і дружиною.
У 5 серії першого сезону згадується, що лорд Джон Рокстон мав брат Вільяма Рокстона. Джон випадково вбив Вільяма, коли вистрілив в нього, намагаючись врятувати його від тварини. Після того, як Вільям помер, Джон успадкував його титул «Лорда».
У 18 серії першого сезону Нед Мелоун показує, що він народився в 1895 році. Сюжет розгортається в 1920 році, що робить його персонаж 25-річним. У реальному житті під час зйомок Девіду Орту насправді було 34 роки.

## Сприйняття
Оцінка на сайті IMDb — 7,3/10.